# 외즈귄
외즈귄 우줄루(Özgün Uğurlu, 1979년 10월 19일 ~ )은 외즈귄(Özgün)이라는 이름으로 잘 알려진 튀르키예의 가수이다.